# Операция «Трактэбл»
Операция Трактэбл (англ. Operation Tractable — лёгкая операция) — последнее канадско-польское наступление в ходе Нормандской операции. Её цель заключалась в захвате стратегически важного города Фалез, а затем и городов Трюн (Trun) и Шамбуа (Chambois). Операция была проведена Первой канадской армией, ей противостояла немецкая Группа армий «B»; она была частью одного из крупнейших окружений на Западном фронте в течение Второй мировой войны. Несмотря на медленное начало наступления, отмеченное занятием ограниченный районов Фалеза, инновационная тактика Первой танковой дивизии под командованием Станислава Мачека в ходе наступления на Шамбуа позволило частично закрыть Фалезский мешок 19 августа 1944 года, в котором находились около 150 000 немецких солдат, позже попавших в плен.
Хотя Фалезский мешок был сужен до расстояния нескольких сотен метров, затянувшиеся серии ожесточённых схваток между двумя вооружёнными группами Первой польской танковой дивизии и Вторым танковым корпусом СС на высоте 262 (Mont Ormel) не позволило мешку полностью закрыться, позволяя тысячам немецких военных эвакуироваться из Нормандии. В течение двух дней непрекращающихся боёв, польские войска, используя заградительный огонь артиллерии смогли задержать контрнаступление частей семи немецких дивизий. 21 августа 1944 года части Первой канадской армии сняли осаду с оставшихся польских войск и позволили окончательно захлопнуть Фалезский мешок, что привело к взятию в плен оставшихся частей 7-й немецкой армии.

## Контекст событий
Вследствие прорыва 1-й и 3-й армий США с берегового плацдарма в ходе операции «Кобра» 25 июля 1944 года Адольф Гитлер приказал немедленно контратаковать силы союзников, проведя операцию «Люттих». Командующий 12-й группой армий США генерал Омар Брэдли был предупреждён о контратаке, получив расшифровку радиоперехвата, и провёл подготовку своих войск к отражению контрнаступления и окружению максимального количества немецких войск. Днём 7 августа операция «Люттих» потерпела крах благодаря согласованным массированным атакам штурмовиков на немецкие танки и грузовой транспорт. В ходе боевых действий войска Седьмой немецкой армии растянулись вдоль линии фронта в связи с наступлением союзников за пределы Нормандии.
Так как наступление немцев провалилось, город Фалез стал главной целью союзных войск в связи с тем, что его захват смог бы отрезать все силы Группы Армий B под командованием генерал-фельдмаршала фон Клюге. Для достижения этой цели командующий недавно сформированной Первой канадской армией генерал Харри Крирар и командующий Вторым канадским корпусом генерал-лейтенант Гай Симондс запланировали англо-канадскую наступательную операцию под кодовым названием «Operation Totalize» (англ. — операция «Подвести итоги»). Это наступление было разработано с целью прорыва обороны в районе англо-канадского сектора Западного фронта. Операцию «Подвести итоги» можно было отнести к инновационной ночной атаке с использованием тяжёлых бомбардировщиков и бронетранспортёров Kangaroo с целью прорыва немецкой обороны. Несмотря на первоначальные успехи в сражениях на горе Веррьер и неподалёку от Синто, наступление канадской армии остановилось 9 августа в условиях мощных контратак Вермахта, приведшим к большим потерям в канадских и польских танковых и пехотных дивизиях. 10 августа канадские войска заняли высоту 195 к северу от Фалеза. Однако они не имели возможности развить дальнейшее наступление и взятие Фалеза не было возможно.

## Стратегия наступления
Операция «Tractable» включила в себя опыт, полученный в ходе операции «Totalize», особенно эффективность механизированных подразделений пехоты и тактических рейдов тяжёлых бомбардировщиков. В отличие от предыдущей операции, Tractable проводилась при дневном освещении. Сначала для ослабления немецкой обороны был проведён бомбовый авианалёт, за ним последовало наступление 4-й канадской бронетанковой дивизии на западный фланг высоты 195, в то время как 3-я канадская пехотная дивизия при поддержке 2-й канадской бронетанковой бригады атаковала восточный фланг. Наступление должно было быть защищено большой дымовой завесой, создаваемой канадской артиллерией. Фельдмаршал Бернард Монтгомери рассчитывал, канадские силы возьмут Фалез к полуночи 14 августа. Далее, все три подразделения должны будут наступать на Трюн, расположенный в 18 км к востоку от Фалеза, при поддержке 1-й польской бронетанковой дивизии, насчитывающей 10 тыс. человек. В Шамбуа войска должны были соединиться с 3-й Армией США.